# Esaias Tegnér den yngre
Esaias Henrik Wilhelm Tegnér (13. januar 1843 – 21. november 1928) var en svensk orientalist, bror til Elof Tegnér, sønnesøn af Esaias Tegnér den ældre.
Allerede 1865 blev Tegnér docent og 1879 professor i semitiske sprog ved universitetet i Lund; 1884 udnævntes han til en af "de atten" i det svenske Akademi. Han har navnlig haft betydning ved at give en klar og
overlegen, let tilgængelig oversigt over almen interessante videnskabelige emner vedrørende Orienten, saaledes i hans Bog om Ninives och Babylons kilskrifter (1879), ligesom han med megen skarpsindig iagttagelsesevne og stor stilistisk kunst har behandlet forskellige sproglige problemer, også inden for de nordiske sprogs område; typisk i denne retning er hans
åndrige lille bog om Språkets makt öfver tanken (1880), hvori en mængde fine og slående iagttagelser er sammenstillede på en meget fængslende måde. En udgave af hans sproglige afhandlinger er påbegyndt under titlen Ur språkets värld (I—II, Stockholm 1922-25).